# ゆめタウン宇部
ゆめタウン宇部（ゆめタウンうべ）は、山口県宇部市にあるショッピングセンターである。イズミの大型店舗「ゆめタウン」の一つ。

## 概要
宇部市内では初めての郊外型大型ショッピングセンターとして、1996年（平成8年）9月26日に開業した。これに先立つ同年8月には宇部市の中心市街地にあった丸久の商業施設「Let's09」が閉店し、宇部都市圏東部の阿知須町（後の山口市阿知須）にサンパークあじすが同年3月開業、同じく西部の小野田市（後の山陽小野田市）にはサンパークおのだ（後のおのだサンパーク）が1983年（昭和58年）10月開業するなど、当地の商環境が郊外化する中での出店であった。
開業時よりイズミとダイイチ（後のデオデオ、エディオン）が核テナントとして入居し、建物は鉄骨造地上2階建て、延床面積3万2365m2、店舗面積1万1676m2（うちイズミ5105m2、ダイイチ965m2）、初期投資額は64億円であった。
イズミとダイイチは同じ建物内にありながら両者の間は壁で仕切られ、内部で行き来できない構造となっていたが、デオデオ時代の2007年（平成19年）10月5日にデオデオ小野田店と統合する形で敷地内に新設された別館に移転し、本館との間に2階レベルで車路を跨ぐ連絡通路を設置、本館のデオデオ跡区画には専門店が増床した。
当施設の立地する黒石地区は当施設開業後、商業施設やマンションが相次いで建設されるなど開発が進み、敷地内には西京銀行厚南支店や西中国信用金庫西宇部支店・厚南支店といった金融機関も進出しているほか、宇部市の中心市街地にあった百貨店の山口井筒屋宇部店が閉店後、同社のサテライト店が当施設に出店している。

## 主なテナント店舗
- ゆめタウン宇部・本館
  - 1階 ファッション・フードコート・食料品のフロア
    - THE SUPER SPORTS XEBIO ゆめタウン宇部店（旧・デオデオゆめタウン宇部店跡地）

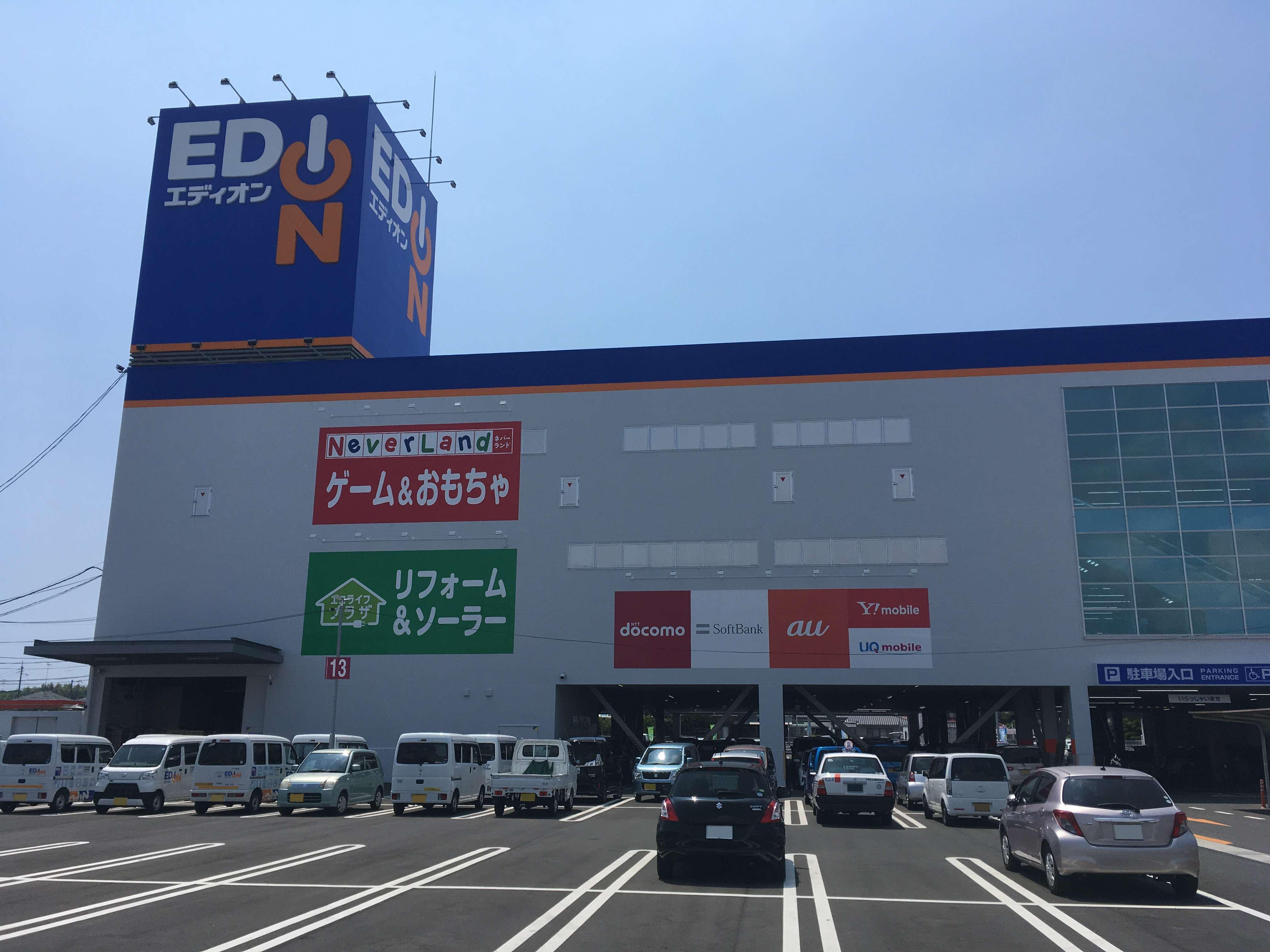
エディオンゆめタウン宇部店

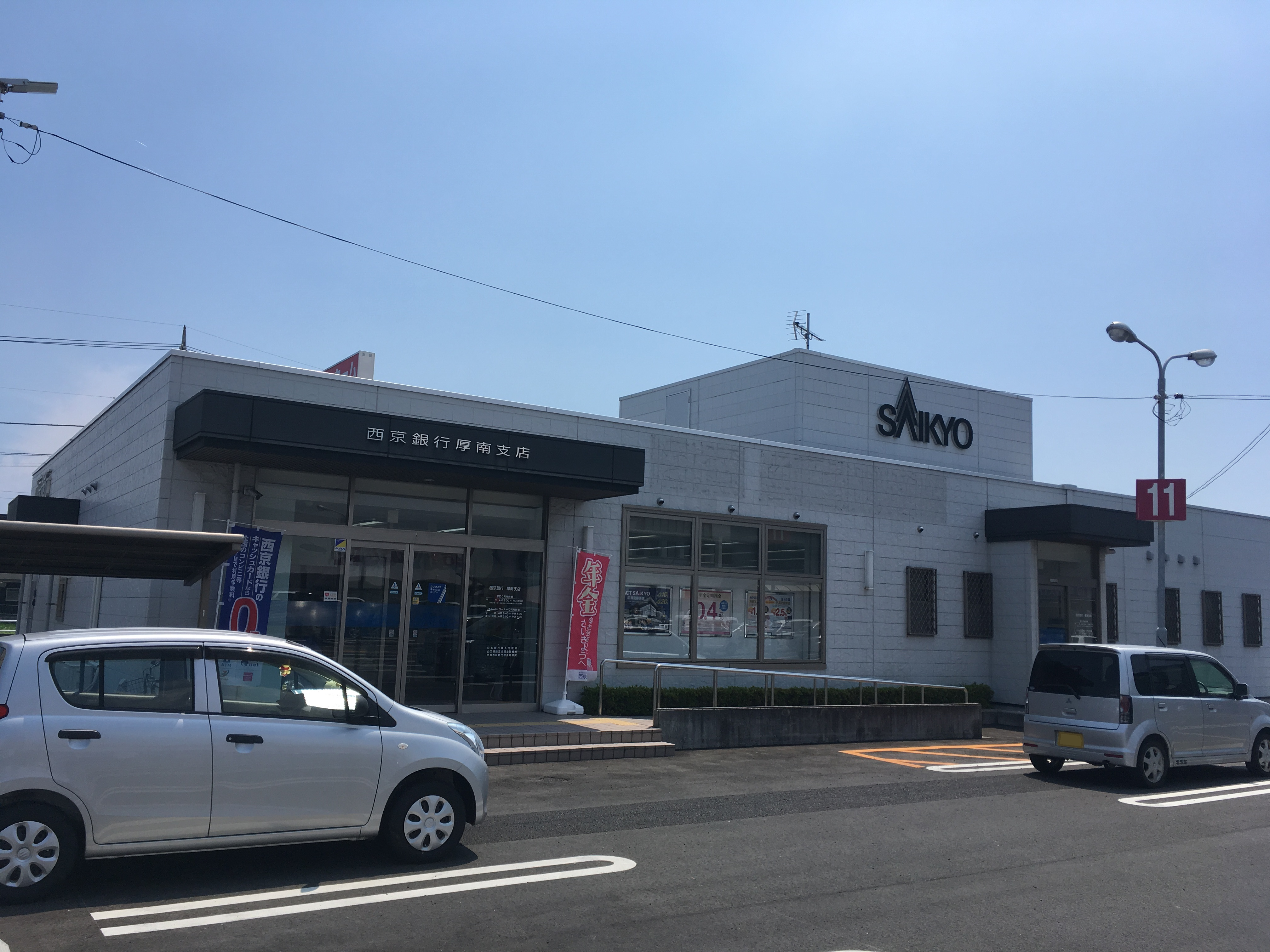
西京銀行・厚南支店

    - 山口井筒屋宇部ショップ

  - 2階 ファッション・インポートのフロア
    - ザ・ダイソー
    - バースデイ
    - マックハウス

  - 屋上 駐車場

- 別館店舗
  - エディオンゆめタウン宇部店
  - 西京銀行厚南支店
  - 西中国信用金庫西宇部支店・厚南支店

## 交通アクセス
- JR西日本 山陽本線・宇部線 宇部駅から、宇部市交通局バス W7系統「常盤町二丁目」行き及び 62系統「日赤前」行きで10分、「ゆめタウン宇部」下車